# 外國腔話語
外國腔話語，又译为调整语、涉外言语或外语式话语，指在交談过程中母语使用者对语言能力还不够的非母語使用者提供的简化表達方式。

## 延伸閱讀
- [Dai, W., & Li, M.] 戴炜栋、李明，1998，调整语话语初探，《上海外国语大学学报》第3期。
- [Li, R., & Song, X.] 李蓉、宋小娥，2003，试论涉外言语的语言特征和教学策略，《高教论坛》第3期。
- [Zhou, F., & Wang, L.] 周富强、王立非，2000，外语式话语——第二语言习得中调整话语结构的分类研究，《平顶山师专学报》15卷第3期。